# Doma dobre
Doma dobre byla slovenská politická strana působící v letech 2003–2022 (do roku 2017 jako Agrárna strana vidieka). Jejím zakladatelem byl Jozef Vaškeba. Strana zanikla v lednu 2022 sloučením se stranou ŽIVOT, které se stal tehdejší předseda Doma dobre Vladimír Chovan místopředsedou.

## Volební výsledky
- 2006 (parlamentní volby) – 0,13 % hlasů
- 2009 (volby do Evropského parlamentu) – 0,45 % hlasů
- 2019 (volby do Evropského parlamentu) – 0,62 % hlasů